# Nabiu blau
El nabiu blau (Vaccinium corymbosum) és una planta del gènere Vaccinium, que inclou més de 200 espècies d'arbustos silvestres productors de baies comestibles rodons i amb vèrtexs brillants. Els fruits, que neixen en raïms, són blancs al principi i a mesura que van madurant es tornen de color vermellosa-purpúria per acabar blaus quan són completament madurs. Pel seu dolç sabor s'utilitzen per elaborar gelees, melmelades, vins, pastissos i diversos plats dolços.
Aquesta espècie, originària dels Estats Units, és freqüentment conreada per a obtenir els seus fruits i n'existeixen diverses varietats i híbrids. Estats Units n'és el principal productor i consumidor. Altres espècies americanes que també s'utilitzen pèr al conreu del nabiu poden ser Vaccinium angustifolium, Vaccinium myrtilloides, Vaccinium darrowii o Vaccinium virgatum.
No s'ha de confondre amb altres espècies, com el nabiu comú o el Nabiu uliginós que podem trobar al boscos de Catalunya, o amb la gerdera silvestre. Els fruits d'aquestes plantes silvestres, sobretot als països on són més freqüents i es cullen freqüentment, són més petits i apreciats, per llur sabor i color intens, que els de les espècies conreades.